# Papp Petra (sakkozó)
Papp Petra (Szeged, 1993. augusztus 22. –) magyar sakkozó, női nemzetközi nagymester, U16 korosztályos és felnőtt női magyar bajnok, U18 korosztályos Európa-bajnoki ezüstérmes, sakkolimpikon.
2018. júniusban összeházasodott Szergej Grigorjanc orosz sakknagymesterrel.

## Pályafutása
2007-ben az U14 korcsoportos országos bajnokságon 1. helyezést, az országos rapid bajnokságon 3. helyezést ért el. Villámsakkban az ifjúsági Európa-bajnokságon a 8. helyen végzett. Az Antalyában rendezett korcsoportos ifjúsági sakkvilágbajnokságon a 11. helyet szerezte meg.
Az U16 korosztályos magyar bajnokságon a lányok között 2008-ban a 2-3. helyen végzett, 2009-ben megnyerte ezt a versenyt.
Több alkalommal vett részt a korosztályos ifjúsági sakk világ- és Európa-bajnokságokon. A 2009-es U16 korosztályos ifjúsági világbajnokságon a 7-10. helyen végzett. 2011-ben az U18 ifjúsági sakk-Európa-bajnokságon ezüstérmet szerzett, ugyanebben az évben az U18 korosztályos ifjúsági sakkvilágbajnokságon – a későbbi bajnokot is legyőzve – a 3-4. helyet szerezte meg, bronzérmet kapva.
A magyar női sakkbajnokságon 2012-ben arany, 2013-ban ezüst, 2009-ben bronzérmet szerzett.
2010-ben szerezte meg a női nemzetközi mesteri (WIM) címet, amelyhez a normát 2008-ban a Tenkes Kupa nyílt magyar bajnokságon, 2009-ben az Eger Kupa női magyar bajnokság döntőjében, valamint a 2009. októberi First Saturday IM-B versenyen, és a 2009 novemberben rendezett U16 korosztályos női ifjúsági sakkvilágbajnokságon elért eredményével teljesítette. 2012-ben kapta meg a női nemzetközi nagymesteri (WGM) címet. A címhez szükséges normákat a 2009 októberi First Saturday IM-B versenyen, 2011 februárban az Open International de Cappelle versenyen, valamint 2012 februárban az Aeroflot nyílt B versenyen teljesítette.
A 2018. novemberben érvényes Élő-pontértéke a klasszikus sakkban 2334. Az eddig elért legmagasabb pontértéke 2378, amelyet 2017. áprilisban érte el. Rapidsakkban 2263, villámsakkban 2245 pontja van. A magyar ranglistán ekkor az aktív női versenyzők között a 2. helyen állt, és ez az eddigi legjobb magyar ranglista helyezése.

## Csapateredményei
A magyar női válogatott tagjaként először a 2012-es sakkolimpián vett részt, ahol egyéni eredménye a mezőnyben a 6. volt. A válogatott tagja volt a 2014-es sakkolimpián, valamint a 2016-os bakui sakkolimpián is.
2013-ban tagja volt a női Sakkcsapat Európa-bajnokságon 6. helyezést elért magyar válogatottnak. 2015-ben az Európa-bajnokságon 7. helyezést elért magyar válogatott 3. tábláján az egyéni eredménye tábláján a mezőnyben a 3. legjobb teljesítményértéke alapján egyéni bronzérmet nyert.
2008 és 2011 között négy alkalommal is szerepelt az U18 korosztályos női ifjúsági sakk Európa-bajnokságon a magyar válogatottban. 2011-ben a csapat ezüstérmet szerzett, míg egyéni eredménye a mezőnyben a legjobb volt.
Háromszor szerepelt a női MITROPA Kupa versenyen a magyar válogatottban, ahol 2009-ben a csapat 4., 2010-ben 3. helyezést ért el. 2009-ben eredménye a mezőnyben a legjobb volt.

## Kiemelkedő versenyeredményei
- 1. helyezés: FS03 FM-B Budapest (2007)[25]
- 1. helyezés: FS08 FM-B Budapest (2007)[26]
- 1. helyezés: Kovács Zoltán emlékverseny (2008)[27]
- 1. helyezés: Kovács Zoltán emlékverseny (2009)[28]
- 1. helyezés: FS10 IM-B Budapest (2009)[29]

## Díjai, kitüntetései
- Az Év Ifjúsági Leány Sakkozója (2011)[7]